# Aşağıesen, Taşlıçay
Aşağıesen là một xã thuộc huyện Taşlıçay, tỉnh Ağrı, Thổ Nhĩ Kỳ. Dân số thời điểm năm 2011 là 451 người.